# 二十四衙門
二十四衙門並非明代宦官體制，其主官也無硬性規定必用宦官，是侍奉皇帝及其家族的機構，後多派宦官掌其職，因此常被現代人誤解，甚至藉清代野史證明明代有宦官十萬人，事實上這些單位絕大多數是由南京喬遷來的工匠，北京一地含其他各部會的工匠不過27,000戶，每戶抽一丁服徭役，有五年一班服徭役者，亦有四年、三年、二年一班者，故現代稱為「宦官二十四衙門」是非常不適合的。內設十二監、四司、八局，各專設掌印太監提領。隨後清初時，清朝亦仿明朝體例設有十三衙門。
十二監有司禮監、內官監、御用監、司設監、御馬監、神宫監、尚膳監、尚寶監、印綬監、直殿監、尚衣監、都知監，其中以司禮監的職權為最大，《万历野获编补遗》卷一载：“……司礼今为十二监中第一署。其长与首揆封柄机要，佥书、秉笔与管文书房，则职同次相；其僚佐及小内使俱以内翰自命，若外之词林，且常服亦稍异。其宦官在别署者，见之必叩头称为上司。虽童稚亦以清流自居，晏然不为礼也。内官监视吏部掌升选差遣之事，今虽称清要，而其权俱归司礼矣。”王振、尚銘、馮保、劉瑾、魏忠賢等皆曾任司禮監之主管。
十二監下設有四司、八局，四司為惜薪司、寶鈔司、鐘鼓司、混堂司。八局為兵仗局、巾帽局、針工局、內織染局、酒醋麵局、司苑局、浣衣局、銀作局。
明司礼监太監田義曾兼掌的司苑局、巾帽局、酒醋麵局。

## 官制

### 十二監
- 太监，正四品，一员；
- 左少监，从四品，一员；
- 右少监，从四品，一员；
- 左监丞，正五品，一员；
- 右监丞，正五品，一员；
- 典簿，正六品，一员；
- 长随，从六品，无定员；
- 奉御，从六品，无定员。

### 四司
- 司正，正五品，一人；
- 左司副，从五品，一人；
- 右司副，从五品，一人。

### 八局
- 大使，正五品，一人；
- 左副使，从五品，一人。
- 右副使，从五品，一人。

## 延伸閱讀
- 陳玉女：〈明代二十四衙門的佛教信仰（页面存档备份，存于）〉.